# Восточные языки группы тера
Восто́чные языки́ гру́ппы тера (англ. eastern tera) — одна из двух языковых подгрупп в составе группы тера центральночадской ветви чадской семьи. Основная территория распространения — штат Адамава (восточная Нигерия). В подгруппу включают языки бога, хона, га’анда, нгваба, а также, иногда рассматриваемый как диалект га’анда наряду с диалектом собственно га’анда, язык габин.
Численность носителей восточных языков тера составляет около 95 тыс. человек. Наиболее распространёнными по числу говорящих среди других языков подгруппы являются язык га’анда — 43 тыс. человек (1992) и язык хона — 32 тыс. человек (1992). Противопоставлены западным языкам тера.
На языке га’анда в последние годы начала развиваться письменность, все остальные восточные языки тера — бесписьменные.

Многие носители восточных языков тера также говорят на языках фула и хауса, носители нгваба кроме этого также владеют родственными центральночадскими языками гуду и нзанги (нзаги, нджей, джен), а носители хона — центральночадским языком кильба (хыба).
Восточные языки тера распространены в обособленном от языков западной подгруппы ареале (на территории северной части штата Адамава и в сопредельных с ней районах штата Борно), окружённом ареалами центральночадских языков бура-пабир, южный марги и хуба, а также ареалом диалектов адамава нигеро-конголезского языка фула.
Восточная подгруппа в группе языков тера выделяется в классификации чадских языков, представленной в статье В. Я. Порхомовского «Чадские языки» (Лингвистический энциклопедический словарь), и в классификации, опубликованной в справочнике языков мира Ethnologue.